# Nesomyrmex antoinetteae
Nesomyrmex antoinetteae (лат.) — вид мелких муравьёв рода Nesomyrmex (Formicidae) из подсемейства Myrmicinae.

## Распространение
Южная Африка (Western Cape, Mountain Fynbos).

## Описание
Длина головы (HL) 0,954—1,092 мм; ширина головы (HW) 0,724—0,851 мм; головной индекс (CI) 74—79; длина скапуса (SL) 0,738—0,873 мм; индекс скапуса (SI) 101—107. Промезонотум покрыт короткими отстоящими волосками. Проподеум вооружён небольшими шипиками. Брюшко гладкое и блестящее. Усики 12-члениковые с булавой из 3 сегментов. Жвалы с 5 зубцами. Стебелёк между грудкой и брюшком состоит из двух члеников: петиолюса и постпетиолюса (последний четко отделен от брюшка), жало развито. Мелкие почвенные муравьи (длина около 3 мм) коричневого цвета, похожие на представителей рода Leptothorax.

## Систематика
Вид включён в состав группы simoni species-group (Formicoxenini, или Crematogastrini). Близок к виду Nesomyrmex mcgregori. Ранее представители рода рассматривались в составе рода Leptothorax. Вид был впервые описан в 2008 году африканскими энтомологами Н. Мбанияна (Nokuthula Mbanyana) и Х. Робертсоном (Hamish G. Robertson; Natural History Collections Department, Iziko South African Museum, Кейптаун, Южная Африка) по материалам из Южной Африки. Видовое название дано в честь Антуанетты Боты (Antoinette Botes), которая обнаружила типовую серию муравьёв.